# Scott Steele
Scott Steele, né le 26 février 1958 à Newport (Rhode Island), est un skipper américain. 

## Carrière
Scott Steele participe aux Jeux olympiques de 1984 à Los Angeles et remporte la médaille d'argent dans l'épreuve de planche à voile (windglider).